# フィリピンの国章
フィリピンの国章（フィリピンのこくしょう）は1946年の独立時に制定されたものである。

## 構成
盾の中央にフィリピンの国旗同様、フィリピンのシンボルである「八つの光線を放つ黄色い太陽」をあしらっている。八つの光線は、フィリピン独立革命時に最初に植民地支配に対し立ちあがり、植民地総督による戒厳令を出された八つの州（マニラ、ブラカン州、カヴィテ州、パンパンガ州、タルラック州、ラグナ州、バタンガス州、ヌエヴァ・エシハ州）を象徴する。三つの五芒星は、フィリピンの三大地方であるルソン島、ヴィサヤ諸島、ミンダナオ島を表す。盾の左下の青い部分にはアメリカ合衆国の鷲が、右下の赤い部分にはスペインの立ち上がる獅子（Lion-Rampant）が描かれており、それぞれフィリピンの植民地の歴史を象徴する。これらのデザインは、アメリカ統治下のフィリピン・コモンウェルス政府（独立準備政府）により1940年に制定され短い間使われた国章に類似している。
1998年の共和国法8491号では、紋章学的詳細は以下のように定められている。
Paleways of two (2) pieces, azure and gules; a chief argent studded with three (3) mullets equidistant from each other; and, in point of honor, ovoid argent over all the sun rayonnant with eight minor and lesser rays. Beneath shall be the scroll with the words "REPUBLIKA NG PILIPINAS," inscribed thereon.
共和国法8491号が議会で承認されたことにより、国章の下の鷲と獅子は取り除かれることとなった。しかし修正された国章はあまり使われておらず、憲法に規定されたとおり、国章修正のための国民投票を経て法を批准する手続きは中断されている。

### モットーの変遷

フィリピンの国章（鷲と獅子が取り除かれた修正後の国章）

国章の下方にある帯の文字は独立以来変化している。1946年から1972年（フェルディナンド・マルコス大統領が戒厳令を発して強権を振るう年）の間は、英語で「REPUBLIC OF THE PHILIPPINES」（フィリピン共和国）と書かれていた。1979年から1986年（マルコス大統領がエドゥサ革命で追放された年）までの間は、フィリピン語で「ISANG BANSA ISANG DIWA」（一つの国家、一つの精神）と書かれていた。マルコス退陣後は、現在のようにフィリピン語で「REPUBLIKA NG PILIPINAS」（フィリピン共和国）と書かれている。

スペイン植民地時代の紋章
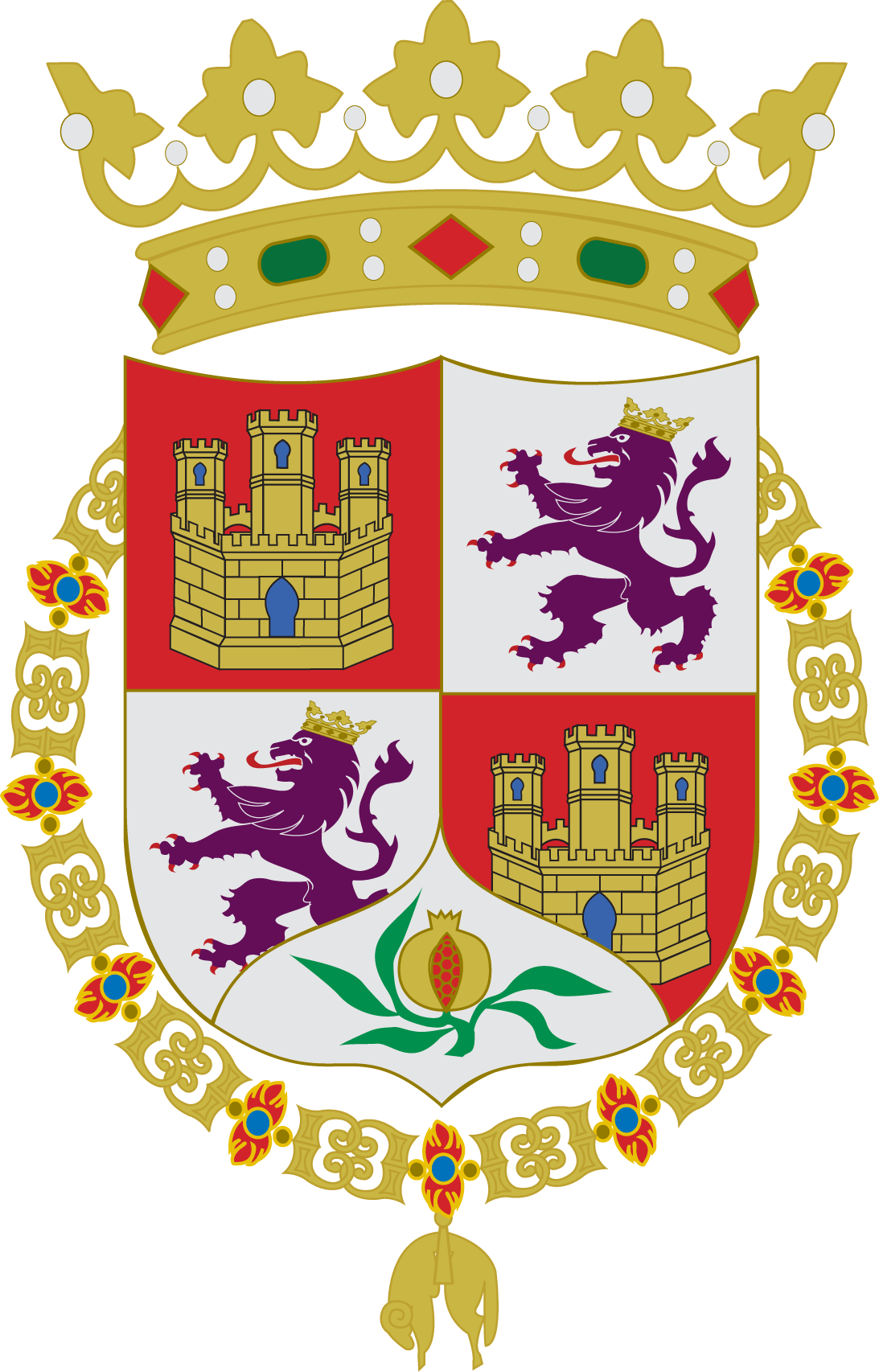
スペイン植民地時代の紋章（1565年 - 1570年）
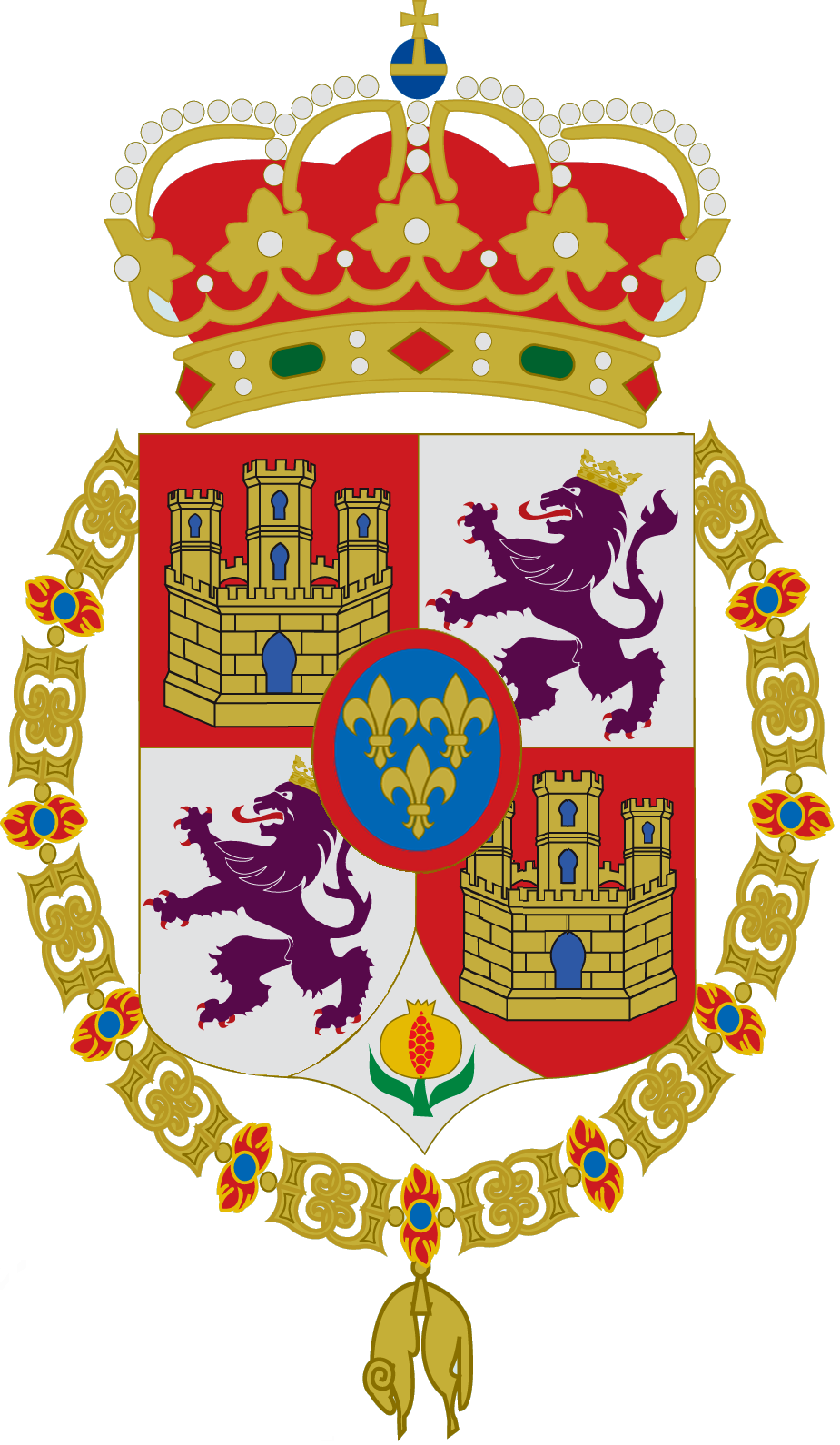
スペイン植民地時代の紋章（1565年 - 1868年）
スペイン植民地時代の紋章（1568年 - 1870年）
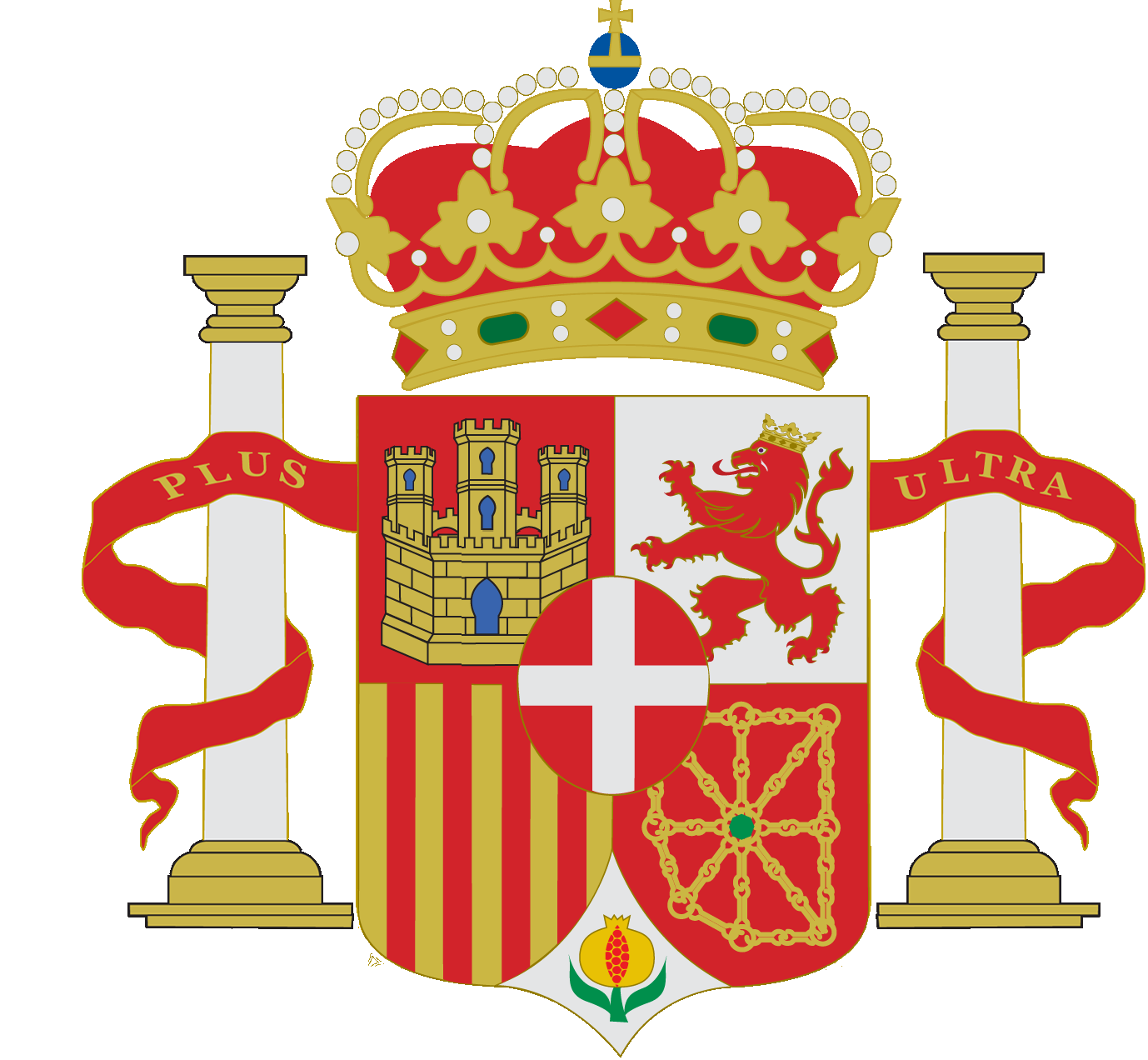
スペイン植民地時代の紋章（1871年 - 1873年）
スペイン植民地時代の紋章（1873年 - 1874年）
フィリピン第一共和国の国章
アメリカ占領時代の紋章（1900年 - 1935年）
アメリカ占領時代の紋章（1935年 - 1940年）
アメリカ占領時代の紋章（1940年）
日本占領下で独立した際（フィリピン第二共和国）の国章（1941年 - 1943年）
1943年 - 1945年の国章
1946年 - 1978年の国章
1978年 - 1985年の国章
1985年 - 1986年の国章